# 超球面 (超曲面)

超球の体積 V および表面積 S のグラフ

高次元幾何学における超球面（ちょうきゅうめん、英: hypersphere）は、中心と呼ばれる与えられた点からの距離が一定である点全体の成す集合である。超球面は余次元 1—つまり、全体空間 (ambient space) よりも一つ次元が低い—位相多様体である。
超球面の半径が増大すれば、その曲率は減少する。極限をとれば、超平面の曲率である 0 に近づく。超平面および超球面は超曲面の例となっている。
用語 hypersphere を導入したのはDuncan Sommervilleで、非ユークリッド幾何のモデルに関する議論に用いた。その最初の言及は、四次元空間内の三次元球面についてであった。
一般次元の球面は、本項に言う意味での超球面にはかならずしもならない。S が m-次元ユークリッド空間 Em 内の球面で、それが埋め込まれた全体空間が n-次元 (m < n) ならば、S は超球面ではない。同様に、真に平坦な空間内の、任意の n-次元球面は超球面でない。例えば、円周は三次元空間内の超球面ではないが、平面の超球面ではある。

## 関連文献
- Kazuyuki Enomoto (2013) Review of an article in International Electronic Journal of Geometry.MR3125833
- Jemal Guven (2013) "Confining spheres in hyperspheres", Journal of Physics A 46:135201,  doi:10.1088/1751-8113/46/13/135201